# Luftenberg an der Donau
Luftenberg an der Donau est une commune autrichienne du district de Perg en Haute-Autriche.